# Grande Prêmio da Itália de 1951
Resultados do Grande Prêmio da Itália de Fórmula 1 realizado em Monza em 16 de setembro de 1951. Sétima etapa da temporada, nele a vitória coube ao italiano Alberto Ascari, que subiu ao pódio junto a José Froilán González numa dobradinha da Ferrari,  com Felice Bonetto e Giuseppe Farina dividindo o terceiro lugar pela Alfa Romeo.
A prova também marcou a primeira vitória do motor V12 na Fórmula 1.

## Classificação da prova
| Pos. | Nº | Piloto                         | Construtor         | Voltas | Tempo/Diferença  | Grid | Pontos |
| ---- | -- | ------------------------------ | ------------------ | ------ | ---------------- | ---- | ------ |
| 1    | 2  | Alberto Ascari                 | Ferrari            | 80     | 2:42:39.3        | 3    | 8      |
| 2    | 6  | José Froilán González          | Ferrari            | 80     | + 24.6           | 4    | 6      |
| 3    | 40 | Felice Bonetto Giuseppe Farina | Alfa Romeo         | 79     | + 1 volta        | 7    | 2 3    |
| 4    | 4  | Luigi Villoresi                | Ferrari            | 79     | + 1 volta        | 5    | 3      |
| 5    | 8  | Piero Taruffi                  | Ferrari            | 78     | + 2 voltas       | 6    | 2      |
| 6    | 48 | André Simon                    | Simca-Gordini      | 74     | + 6 voltas       | 11   |        |
| 7    | 18 | Louis Rosier                   | Talbot-Lago-Talbot | 73     | + 7 voltas       | 15   |        |
| 8    | 24 | Yves Giraud-Cabantous          | Talbot-Lago-Talbot | 72     | + 8 voltas       | 14   |        |
| 9    | 44 | Franco Rol                     | Osca               | 67     | + 13 voltas      | 18   |        |
| Ret  | 38 | Juan Manuel Fangio             | Alfa Romeo         | 39     | Motor            | 1    |        |
| Ret  | 50 | Maurice Trintignant            | Simca-Gordini      | 29     | Motor            | 12   |        |
| Ret  | 46 | Robert Manzon                  | Simca-Gordini      | 29     | Motor            | 13   |        |
| Ret  | 20 | Louis Chiron                   | Talbot-Lago-Talbot | 23     | Ignição          | 17   |        |
| Ret  | 22 | Pierre Levegh                  | Talbot-Lago-Talbot | 9      | Motor            | 20   |        |
| Ret  | 28 | Jacques Swaters                | Talbot-Lago-Talbot | 7      | Superaquecimento | 22   |        |
| Ret  | 34 | Giuseppe Farina                | Alfa Romeo         | 6      | Motor            | 2    |        |
| Ret  | 26 | Johnny Claes                   | Talbot-Lago-Talbot | 4      | Bomba de óleo    | 21   |        |
| Ret  | 36 | Toulo de Graffenried           | Alfa Romeo         | 1      | Compressor       | 9    |        |
| Ret  | 16 | Peter Whitehead                | Ferrari            | 1      | Magneto          | 19   |        |
| Ret  | 12 | Chico Landi                    | Ferrari            | 0      | Transmissão      | 16   |        |
| DNS  | 30 | Reg Parnell                    | BRM                | 0      | Não largou       | 8    |        |
| DNS  | 32 | Ken Richardson                 | BRM                | 0      | Não largou       | 10   |        |
| DNS  | 14 | Rudi Fischer                   | Ferrari            | 0      | Não largou       |      |        |

## Tabela do campeonato após a corrida
Classificação do mundial de pilotos
|  | Pos. | Piloto                | Pontos  |
|  | ---- | --------------------- | ------- |
|  | 1    | Juan Manuel Fangio    | 27 (28) |
|  | 2    | Alberto Ascari        | 25      |
|  | 3    | José Froilán González | 21      |
|  | 4    | Giuseppe Farina       | 17 (18) |
|  | 5    | Luigi Villoresi       | 15 (18) |

- Nota: Somente as primeiras cinco posições estão listadas. Entre 1950 e 1953 cada piloto podia computar quatro resultados válidos por temporada havendo divisão de pontos em caso de monopostos compartilhados.